# Forsmobron
Forsmobron är en järnvägsbro längs stambanan genom övre Norrland, som korsar Ångermanälven. Bron ligger i Forsmo, Sollefteå kommun, och är 277 meter lång och 50 meter hög. Bron byggdes 1912. En tidigare och första bro började byggas 1887 och var färdig att invigas två år senare. Byggnationen av denna bro leddes av den då i Ljusdal bosatte byggmästaren Svenning Rylander (1850–1915).

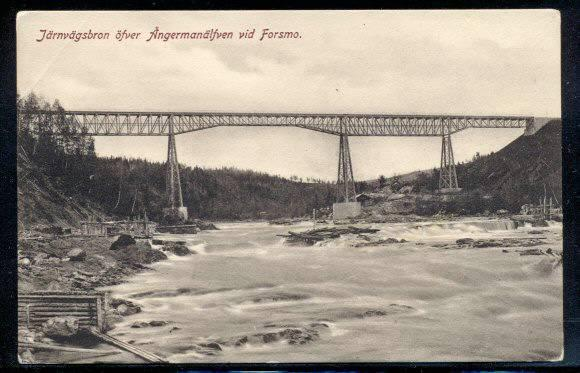
Gamla bron från 1889